# 杨汲
杨汲，字潜古。福建泉州人，宋朝进士。
曾任赵州司法参军、提举西路常平、户部侍郎。元祐初年(1086～1093年)，以宝文阁待制知庐州。绍圣年间(1094～1097年)，复为户部侍郎。